# إكس-سيد 4000
برج إكس-سيد 4000 (بالإنجليزية: X-Seed 4000 Tower)‏ هو أطول مبنى تم وضع مخططات وتصورات له حتى بداية 2010، وذلك بارتفاع يبلغ 4000 متر (2. 485 ميل) وبعرض يصل إلى 6000 متر (3.728 ميل) على سطح البحر، وبسعة تبلغ حتى مليون نسمة موزعة على 800 طابق.
وضعت مخططات البرج وتصوراته شركة تايسي كوربوريشن في عام 1995م للعاصمة طوكيو في اليابان كأحد الأطروحات التخيلية في دمج أساليب الحياة العصرية مع الطبيعة.
يقول «جورج بيندر» المدير التنفيذي لشركة بيلدينغز داتا، وهي شركة تُعنى بجمع البيانات البنكية للمنشئات عالميًا: «لم نهدف إلى بنائه. الغرض من الخطة كان للتعريف بالشركة، وقد نجح الأمر».
وخلافًا لما هو متعارف عليه في بناء ناطحات السحاب، سيتطلب للعاملين في برج إكس-سيد 4000 توفير الحماية الدائمة من تقلبات الضغط الجوي والطقس بسبب ارتفاعه الهائل. تصميمه أيضًا سيتطلب استخدام الطاقة الشمسية حفاظًا على الظروف البيئية داخله. وكذلك، فإن المنطقة المقترحة لبنائه عليها قائمة على The Pacific Ring of Fire، وهي منطقة تحوي أنشط براكين العالم، وهذا يعني أن البرج معرض للتسونامي والزلازل دومًا. جدير بالذكر أن هرم شيميزو ميغا-سيتي - وهو أيضًا موجه لطوكيو في اليابان - يواجه نفس المشاكل.
من السمات الرئيسية لبرج إكس-سيد 4000 هي قاعدته التي ستقام على سطح البحر، وشكله المشابه لجبل فوجي. وبمقارنة بين الجبل والبرج، فإن الجبل قائم على سطح الأرض وارتفاعه يبلغ 3776 متر (1725 ميل)، أي أقصر من البرج بما يقرب 224 مترًا. وقد روعي في تصميمه أن يتجاوز بمرتين ارتفاع هرم شيميزو ميغا-سيتي البالغ 2004 متر.
يُتوقع الانتهاء من بنائه في عام 2040م وبتكلفة مداها من 317 إلى 952 مليار دولار أمريكي، حيث كان المدى من 300 إلى 900 مليار دولار أمريكي في عام 2006م.